# Mahfoud Ali Beiba
Mahfud Ali Beiba (1953, El Aaiún-2 de julio de 2010, campos de refugiados) fue un político saharaui nacionalista, miembro del Frente Polisario desde 1975, que vivió el final de su vida en el exilio en los campamentos de refugiados en Tinduf, en Argelia.

## Trayectoria política
Mahfoud Ali Beiba sirvió brevemente como secretario general del Polisario, puesto más alto del movimiento, a partir del 9 de junio de 1976. Fue el sucesor en las posiciones que ocupaba El-Uali Mustafa Sayed, tras su fallecimiento en combate en Mauritania. En el tercer congreso del Frente Polisario el 30 de agosto de 1976, fue elegido Mohamed Abdelaziz, que hasta entonces tenía una región militar durante la guerra contra Marruecos y Mauritania.
Desde entonces ocupó diferentes funciones en la República Árabe Saharaui Democrática y el Polisario. Fue varias veces ministro, también fue primer ministro de la República Árabe Saharaui Democrática tres veces; de 1982 a 1985, de 1988 a 1993 y de 1995 a 1999, hasta su dimisión a raíz de una moción de censura en el parlamento saharaui en el exilio, el Consejo Nacional Saharaui. En 1999 fue reemplazado en el cargo por Buchraya Hamudi Beyoune, que le nombró ministro para los territorios ocupados hasta 2005. Desde 1989 hasta su muerte Beiba fue presidente del Parlamento. También era miembro del Secretariado Nacional, órgano ejecutivo de la organización del Frente Polisario.

## Reconocimientos
En marzo de 2011 se inaugura un colegio en los campamentos de refugiados saharauis con el nombre del político saharaui.